# Saint-Laurent-d'Onay
Saint-Laurent-d'Onay este o comună în departamentul Drôme din sud-estul Franței. În 2009 avea o populație de 133 de locuitori.

## Evoluția populației
| An        | 1975 | 1982 | 1990 | 1999 | 2006 | 2009 |
| --------- | ---- | ---- | ---- | ---- | ---- | ---- |
| Populație | 98   | 92   | 111  | 107  | 126  | 133  |